# Pema Choden
Pema Choden (nascido em 1965) é uma diplomata do Butão.

## Biografia
Choden estudou francês e relações internacionais na universidade, incluindo na Escola Nacional de Administração na França. Ingressou no Ministério das Relações Externas do Butão em 1989 e também actuou como directora-gerente do Bhutan Broadcasting Service. De 2014 a 2016 Choden foi embaixadora residente do Butão em Bangladesh e nas Maldivas, Paquistão, Coreia do Sul e Sri Lanka. Ela também ocupou o cargo de Embaixadora residente do Butão na Bélgica e na União Europeia.